# Mont-sur-Marchienne
Mont-sur-Marchienne (Waals: Mont-dzeu-Mårciene of Mont-so-Mårciene) is een plaats in de Waalse stad Charleroi in de Belgische provincie Henegouwen.
Mont-sur-Marchienne was een zelfstandige gemeente, tot die bij de gemeentelijke herindeling van 1977 toegevoegd werd aan de gemeente Charleroi.

## Bezienswaardigheden
- De Sint-Pauluskerk of Sint-Paulus'-Bekeringskerk (Église de la Conversion de Saint-Paul) werd gebouwd in de 15e eeuw maar kreeg in 1772 een classicistisch uiterlijk door de toevoeging van twee zijbeuken. In 1897 werd de toren verhoogd.
- De Heilig-Hartkerk (Église Sacre-Coeur) is een neoromaans kerkgebouw van 1939-1940, gebouwd voor de buurtschap Haies die in het landelijk gebied ten zuiden van de kern ligt.
- Het Château de la Torre werd onder meer eind 16e eeuw gebouwd. In de jaren '40 van de 20e eeuw werd het grotendeels gesloopt. Twee torens, gebouwd in natuursteenblokken, bleven behouden. Het werd een kasteelboerderij.
- Het Château du Croisé werd in 1875 gebouwd in eclectische stijl.
- Het Musée de la photographie is gevestigd in een voormalig Karmelietenklooster.

## Natuur en landschap
Ten westen van Mont-sur-Marchienne stroomt de Eau de l'Heure in noordelijke richting. Daar bevinden zich een drietal verlaten groeven waar onder meer kalksteen werd gewonnen. De Carrière du Brun-Chêne is een 19 ha groot natuurgebied, dat vrij toegankelijk is. In een andere groeve bevindt zich een meer. De hoogte aan de kerk bedraagt 152 meter.

## Economie
In Mont-sur-Marchienne speelde de metallurgie een belangrijke rol. Vanaf eind 16e eeuw vestigde deze zich aan de oever van het Eau d'Heure en maakte gebruik van waterkracht. Vanaf 1826 werd de metallurgische industrie geïndustrialiseerd, door toedoen van Charles de Cartier. Hier bevonden zich smederijen en walserijen. Eind 20e eeuw vestigde zich Thales Alenia Space, een bedrijf dat satellieten bouwt.

## Demografische ontwikkeling
- Bronnen:NIS, Opm:1831 tot en met 1970=volkstellingen, 1976= inwoneraantal op 31 december

## Bekende mensen
- Jules Bufquin des Essarts.
- Jacky Brichant.
- Olivier Chastel, Paul Magnette en Thomas Dermine wonen in Mont-sur-Marchienne.

## Galerij

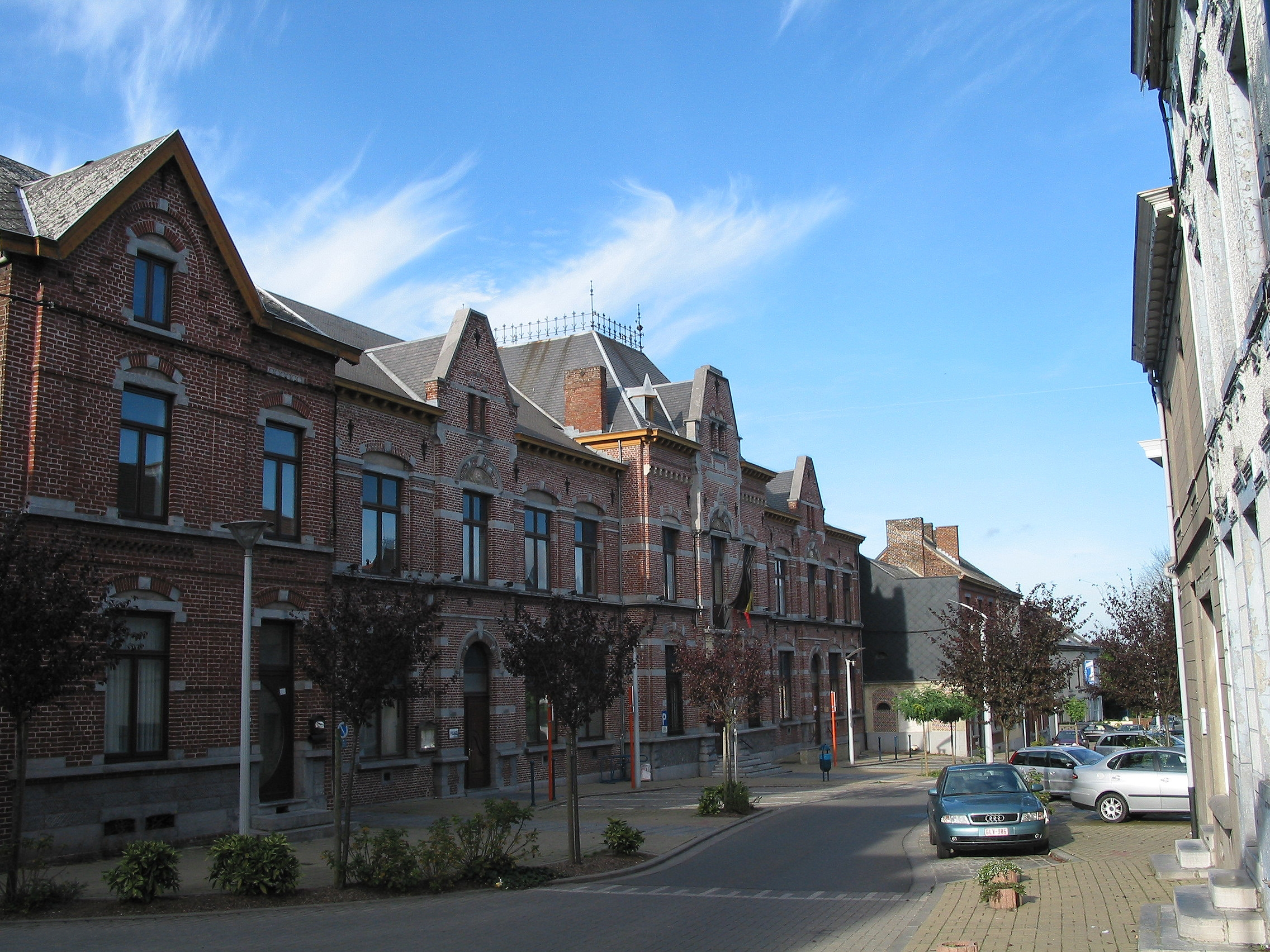
Voormalig gemeentehuis.
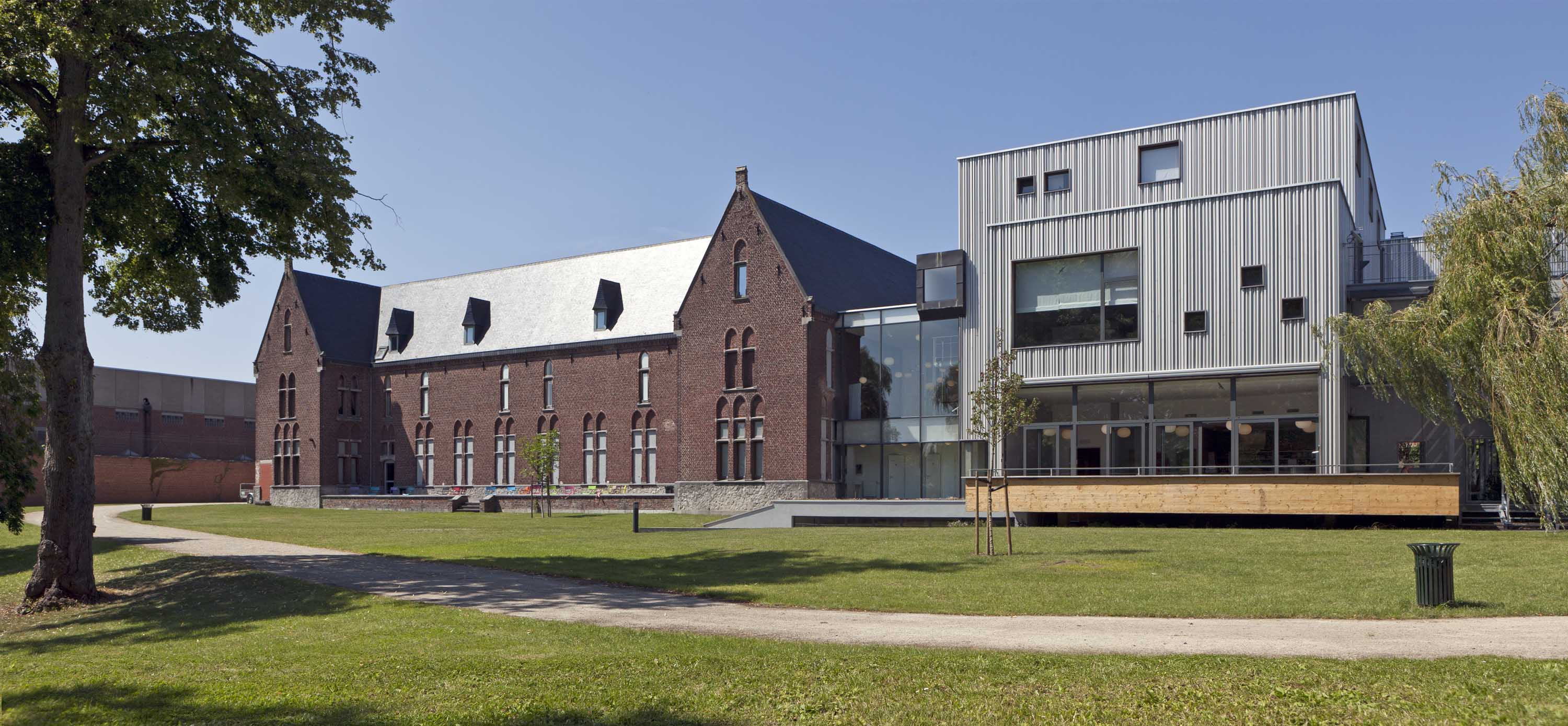
Museum van fotografie.
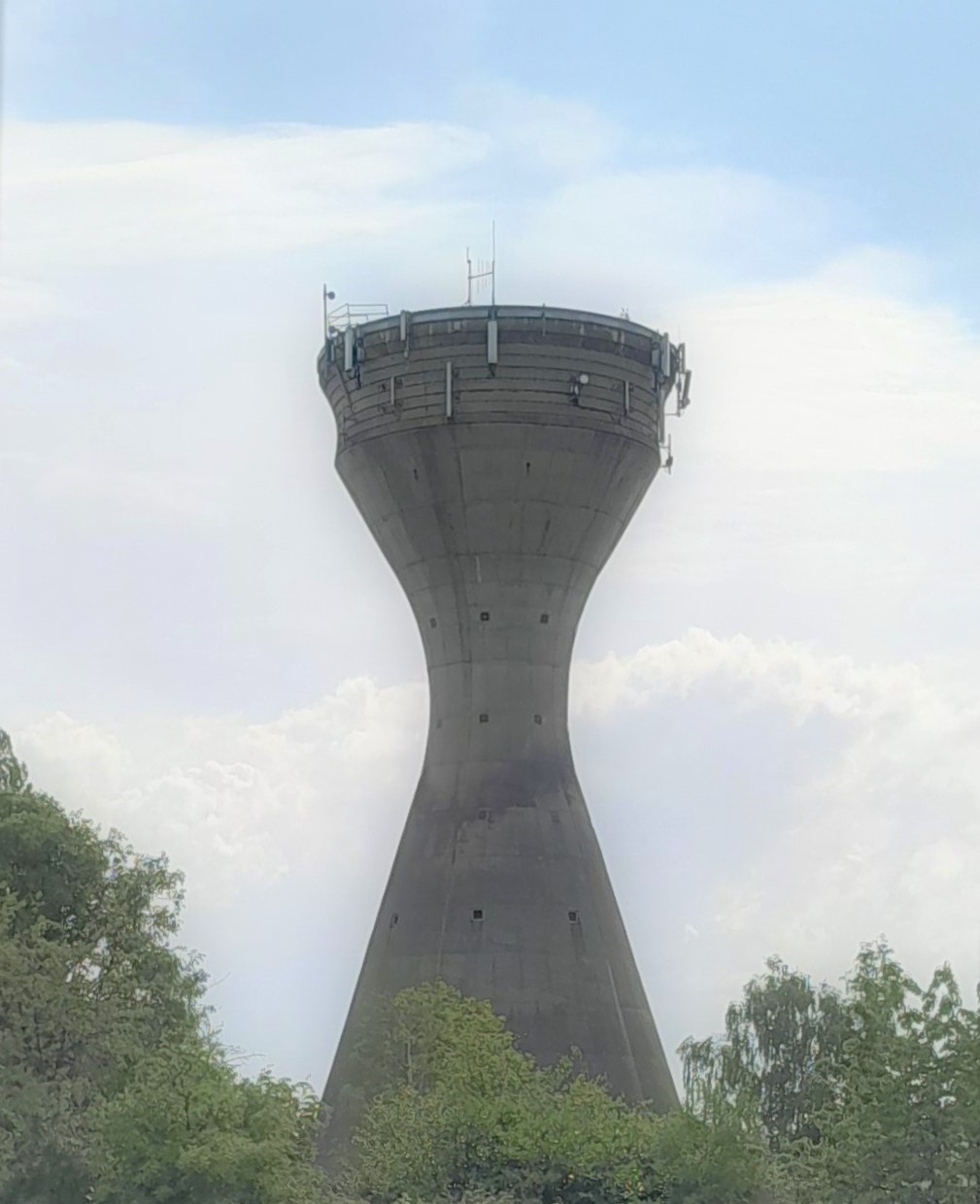
Modernistische watertoren.
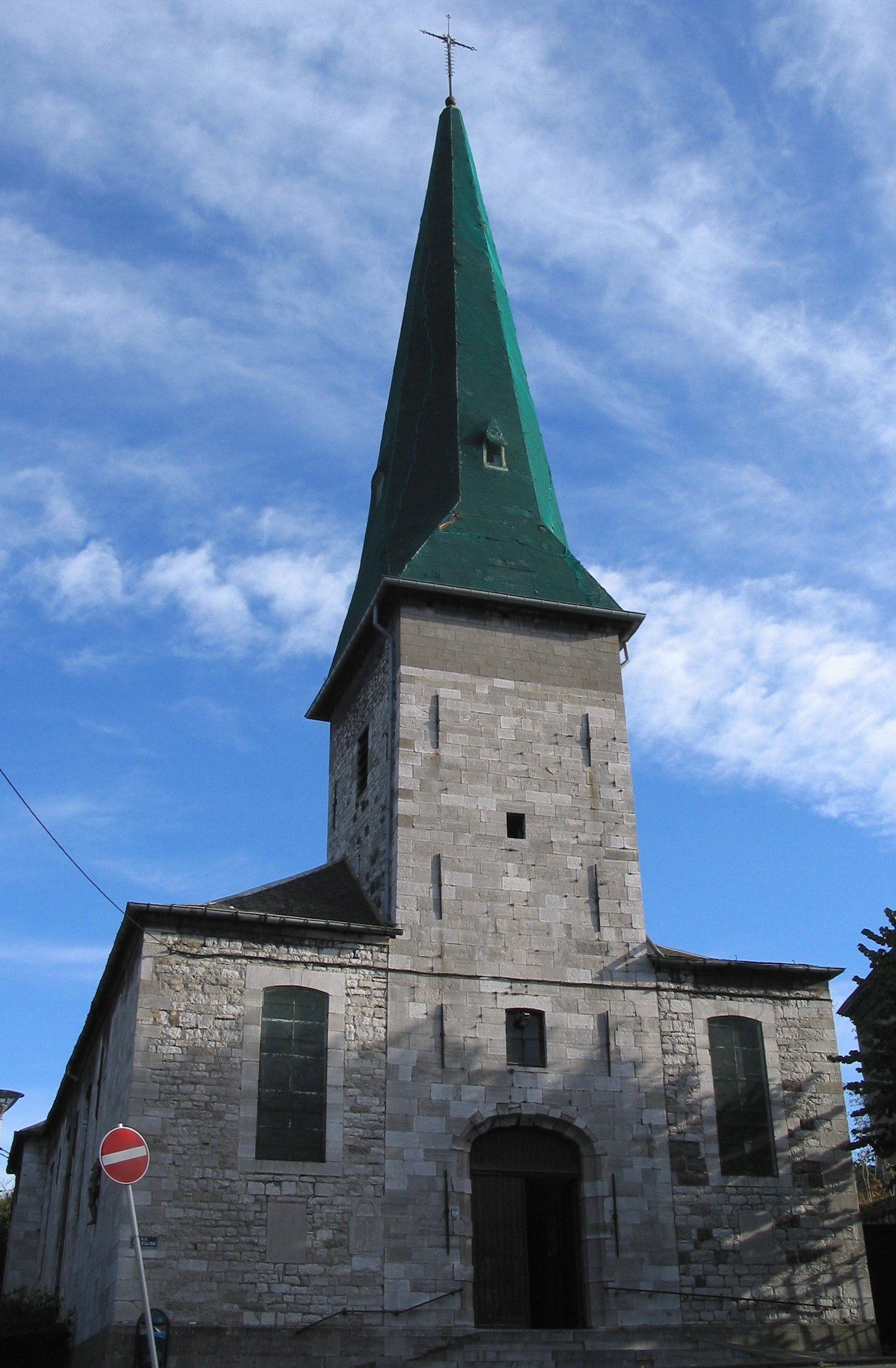
Sint-Pauluskerk.

## Nabijgelegen kernen
Marcinelle, Marchienne-au-Pont, Montigny-le-Tilleul, Jamioulx

## Bron
1. ↑  (fr) Mont-dzeu-Mårciene — Wiccionaire. wa.wiktionary.org. Gearchiveerd op 11 juli 2025. Geraadpleegd op 17 augustus 2021.

Deelgemeenten: Charleroi · Couillet · Dampremy · Gilly · Gosselies · Goutroux · Jumet · Lodelinsart · Marchienne-au-Pont · Marcinelle · Monceau-sur-Sambre · Mont-sur-Marchienne · Montignies-sur-Sambre · Ransart · Roux

Belgische gemeenten · Arrondissement Charleroi · Henegouwen · Wallonië